# Arto Paragamian
Pour les articles homonymes, voir Paragamian.
Arto Paragamian, né en 1965 à Montréal (Canada), est un réalisateur et scénariste canadien.

## Filmographie partielle
Au cinéma

### Comme réalisateur
- 1993 : Because Why
- 1996 : Cosmos  (segment "Cosmos & Agriculture")
- 2000 : Two Thousand and None

### Comme scénariste
- 1993 : Because Why
- 2000 : Two Thousand and None

### Comme acteur
- 1990 : When You're Smiling  : Arto (court métrage)
- 1995 : Zigrail : Arto
- 1998 : Deux Secondes : organiseur course messagers
- 2000 : Two Thousand and None : serveur de restaurant

### Comme monteur
- 2008 : Je fonds en comble  (court métrage)
- 2013 : Ayiti Toma, au pays des vivants (documentaire)
- 2021 : Moment One